# Clarisa Rendón
María Clarisa Rendón Lugo (Calabazas, Sinaloa; 12 de septiembre de 1959), más conocida como Clarisa Rendón, es una actriz mexicana. Es conocida por su participación en la película Mil nubes de paz cercan el cielo... (2003), por la que recibió el "Ariel a la mejor coactuación femenina". También ha participado en numerosas series y cortometrajes.

## Carrera cinematográfica
Graduada en la Facultad de Filosofía y Letras y Centro Universitario de Teatro (CUT) en 1985. Comenzó su carrera en 1988 en la cinta "El otro crimen". Posteriormente apareció en numerosas series y telenovelas como Rebelde. Es en el 2003 cuando aparece en la película Mil nubes de paz cercan el cielo...

## Premios
- 2004: Ariel a la mejor coactuación femenina por 'Mil nubes de paz cercan el cielo...' (2003).

## Filmografía
- 2003: Mil nubes de paz cercan el cielo...